# Svenska Dagbladets idrottsstipendium
Svenska Dagbladets idrottsstipendium, även kallat Årets nykomling och Lilla Bragdguldet, är ett idrottspris som instiftades 1994 efter en donation från en svensk elitidrottare som föredrog att vara anonym. Stipendiet som är på 100 000 kronor (2024) delas ut till en ung svensk idrottare som uppvisat en lovande resultatutveckling. Priset delas numera ut på Svenska idrottsgalan.
Efter 30 års hemlighetsmakeri om vem som låg bakom SvD:s idrottsstipendium offentliggjordes donatorn år 2024 som simmaren Björn Borg. Hans son, som sedan faderns död ansvarat för stipendiefonden har förklarat att fadern ville ge tillbaka något till svensk idrott. Björn Borg tilldelades Svenska Dagbladets guldmedalj (Bragdguldet) 1938.

## Stipendiater
Årtalet nedan avser det år då vinnaren kvalificerat sig för priset och året då vinnaren offentliggörs (i december). Själfa priset delas ut i januari nästkommande år.
- 1994 – Emelie Färdigh (senare Linderberg), friidrott
- 1995 – Magnus Molin, bordtennis
- 1996 – Anna Lindberg, simhopp
- 1997 – Eric Zachrisson, skridsko
- 1998 – Lina Andersson, längdskidor
- 1999 – Jimmy Lidberg, brottning
- 2000 – Christian Olsson, friidrott
- 2001 – Ida Marko-Varga, f. Mattsson, simning
- 2002 – Carolina Klüft, friidrott
- 2003 – Lina Johansson, konståkning
- 2004 – Aron Anderson, handikappidrott
- 2005 – Jesper Björnlund, freestyle
- 2006 – Johanna Mattsson, brottning
- 2007 – Charlotte Kalla, längdskidåkning
- 2008 – Emma Samuelsson, fäktning
- 2009 – Sarah Sjöström, simning
- 2010 – Angelica Bengtsson, friidrott
- 2011 – Moa Hjelmer, friidrott
- 2012 – Gabriel Landeskog, ishockey
- 2013 – Irene Ekelund, friidrott
- 2014 – Sandra Näslund, skicross
- 2015 – Khaddi Sagnia, friidrott
- 2016 – Jesper Svensson, bowling
- 2017 – Jennie-Lee Burmansson, freestyle (skidor)[2]
- 2018 – David Åhman och Jonatan Hellvig, beachvolleyboll[3]
- 2019 – Smilla Sand, bordtennis (parasport)
- 2020 – Alice Magnell Millán, friidrott
- 2021 – Ebba Årsjö, alpin skidsport (parasport)[4]
- 2022 – Tilda Månsson, triathlon[5]
- 2023 – Victor Lindgren, skytte[6]
- 2024 – Tara Babulfath, judo[1]